# 모리 시게타카 (에도 시대)

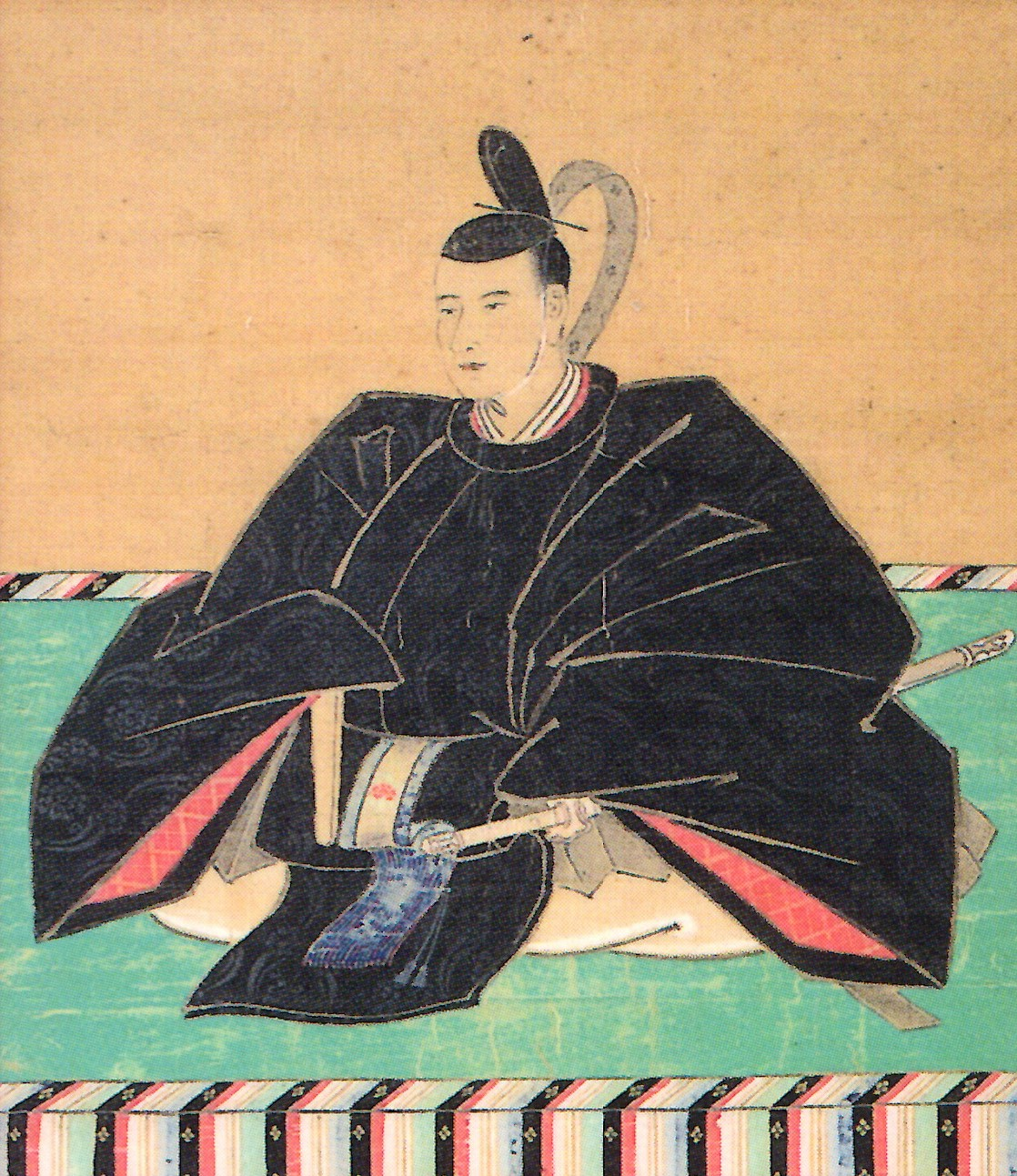
모리 시게타카

모리 시게타카(毛利重就)는 에도 시대 중기부터 후기까지의 다이묘이다. 나가토 조후번 제8대 번주, 동국 조슈번 제7대 번주를 지냈다. 아명은 이와노쇼(岩之丞)이며 원복 후 첫 이름은 모토후사(元房)이며 이후 마사타카(匡敬, 조후번주 시절), 시게나리(重就) 그리고 시게타카(重就)로 개명하였다.